# 장소영 (음악가)
장소영은 대한민국의 작곡가 겸 음악감독, 전 대학교수이다.

## 학력
- 선화예술중학교
- 선화예술고등학교
- 연세대학교

## 방송
- 수퍼맘 (2009)
- 2020 DIMF 뮤지컬 스타 (2020) - 심사위원
- 2021 DIMF 뮤지컬 스타 (2021) - 심사위원
- 2022 DIMF 뮤지컬 스타 (2022) - 심사위원

## 음반
- 뮤지컬 하드락 카페 (Hard Rock Cafe - Lost In Paradise) OST (2005)
- 뮤지컬 미스터마우스 (Mr.Mouse) (2007)

## 수상
- 제13회 DIMP 어워즈 아성 크리에이터상 (2019)
- 제2회 예그린어워드 배우가 뽑은 스태프상 (2013)
- 제7회 더 뮤지컬 어워즈 올해의 창작뮤지컬상 (그날들) (2013)
- 제5회 더 뮤지컬 어워즈 작사작곡상 (2011)
- 서울문화투데이 젊은예술가상 (2011)
- 제3회 더 뮤지컬 어워즈 작곡상 (2009)
- 제13회 한국뮤지컬 대상시상식 작곡상 (2007)